# Stor chinchilla
Stor chinchilla (Chinchilla chinchilla eller Chinchilla brevicaudata) är en däggdjursart som beskrevs av Lichtenstein 1829. Chinchilla chinchilla ingår i släktet Chinchilla och familjen harmöss. Inga underarter finns listade.

## Utseende
Djuret påminner i viss mån om en kanin. Stor chinchilla når en kroppslängd (huvud och bål) av 30,5 till 33 cm och en svanslängd av 12 till 15 cm. Vikten varierar mellan 500 och 800 gram. Öronen är något kortare än hos liten chinchilla och dessutom har arten bara 20 svanskotor, istället för 30 hos liten chinchilla. Pälsen på ovansidan har en blågrå till brungrå färg och undersidan är gulvit.

## Utbredning och habitat
Arten hade tidigare ett större utbredningsområde i Anderna från södra Peru över Bolivia till norra Argentina och Chile. Den förekommer idag bara i ett mindre område i gränsregionen mellan Argentina, Bolivia och Chile. Regionen ligger 3000 till 4500 meter över havet och är täckt av torra gräs- och buskmarker med klippig undergrund.

## Ekologi
Individerna är aktiva på natten men solbadar ibland tidig på morgonen eller sent på kvällen. De gömmer sig på dagen i jordhålor, bakom stenar eller i bergssprickor. Stor chinchilla bildar vanligen mer eller mindre stora flockar som kan ha hundra eller några fler medlemmar. Födan utgörs främst av gräs och frön som kompletteras med några frukter och insekter.
Honor har vanligen en eller två kullar per år och parningen sker oftast med samma hane (monogami). Dräktigheten varar cirka 128 dagar och sedan föds en eller två ungar. Ungarna dias 42 till 56 dagar och de blir efter 5,5 till 8 månader könsmogna. Vilda individer kan bli 8 till 10 år gamla. Som sällskapsdjur når stor chinchilla 15 till 20 år.

## Stor chinchilla och människor
Arten är ett vanligt sällskapsdjur (se artikeln om släktet chinchillor).
I naturen är djuret utrotningshotat. Arten jagades intensiv för pälsens skull. Idag kommer pälsen främst från individer som avlades i fångenskap. Trots allt minskade populationen uppskattningsvis med 90 procent under de senaste 15 åren. Stor chinchilla listas sedan 1975 i appendix I av CITES och IUCN klassificerar arten som akut hotad (CR).